# Sriwedari (Jaken)
Sriwedari is een bestuurslaag in het regentschap Pati van de provincie Midden-Java, Indonesië. Sriwedari telt 3328 inwoners (volkstelling 2010).